# Incoltorrida
Incoltorrida es un género monotípico de coleópteros mixófagos. Su única especie: Incoltorrida madagassica Steffan, 1973, es originaria de Madagascar.